# Tom Hodgkinson
Tom Hodgkinson (* 1968) je britský spisovatel, šéfredaktor časopisu The Idler (Lenoch) a autor knih How to be Idle (Jak být líný – v češtině vyšlo v nakladatelství Jota, 2010), How to be Free (Jak být volný, v češtině vyšlo v nakladatelství Jota, 2011) a The Idle Parent (Líný rodič – v češtině vyšlo v nakladatelství Jota, 2009). Píše pro nejrůznější noviny a časopisy; přispívá zejména do rodičovského sloupku deníku Daily Telegraph. Žije se svou rodinou na farmě v hrabství Devon na jihozápadě Anglie. Ve svých článcích a knihách propaguje svou filozofii lenosti, zahálčení a nicnedělání. Podle Toma Hodgkinsona být líný znamená být zodpovědný vůči vlastnímu životu. Rozhovor s Tomem Hodgkinsonem spolu s dvacaterem jeho "evangelia" vyšel v časopisu Reflex v čísle z 25. února 2010.
Tom Hodgkinson a výtvarník Gavin Pretor-Pinney založili v roce 1998 společnost "Green Bohemia" na dovoz absintu z České republiky.